# Catedral de Nossa Senhora Imaculada (Mónaco)

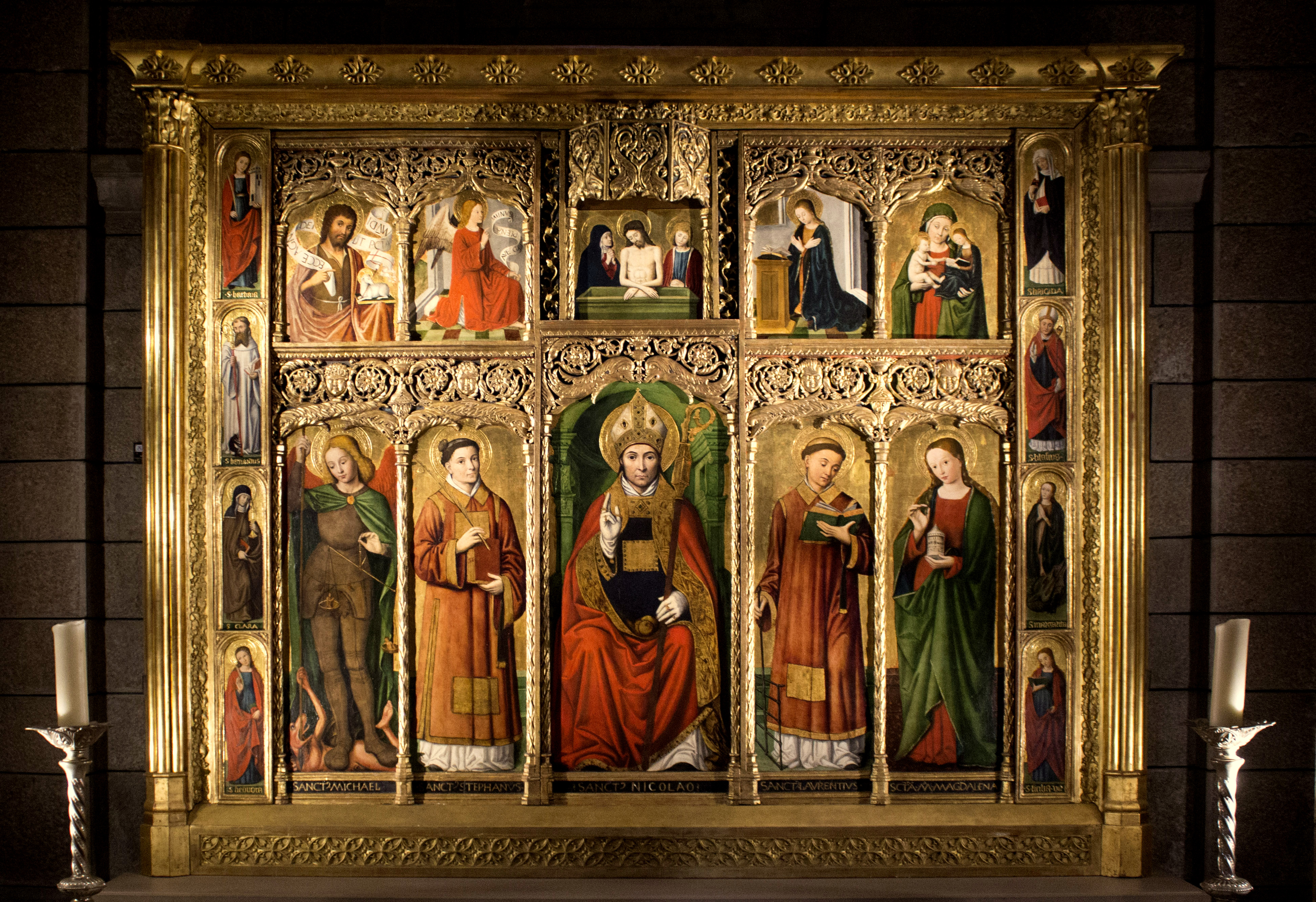
Altarpiece of Saint Nicolas, da autoria de Ludovico Brea, 1500

A Catedral de Nossa Senhora Imaculada (em francês: Cathédrale Notre-Dame Immaculée), também conhecida como Catedral do Mónaco (Cathédrale de Monaco) é uma catedral localizada no bairro de Monaco-Ville, no rochedo do Mónaco e principado homónimo, onde muitos dos membros da Dinastia de Grimaldi foram sepultados.
A catedral foi consagrada em 1875 e está no local da primeira igreja paroquial no Mónaco, construída em 1252 e dedicada a São Nicolau. Notáveis são os retábulos (de cerca de 1500), à direita do transepto, o Grande Altar e o trono episcopal.
Começou a ser construída em 6 de janeiro de 1875, durante o reinado do príncipe Carlos III, a partir dos planos do arquiteto Charles Lenormand.

## Túmulos
| - João II, Senhor de Mônaco - Cláudia, Senhora de Mônaco - Luísa Hipólita, Princesa de Mônaco - Maria Caroline, Princesa consorte de Mônaco - Hércules, Senhor de Mônaco - Honorato II, Príncipe de Mônaco - Honorato IV, Príncipe de Mônaco |  | - Honorato V, Príncipe de Mônaco - Florestan I, Príncipe de Mônaco - Carlos III, Príncipe de Mônaco - Alberto I, Príncipe de Mônaco - Luís II, Príncipe de Mônaco - Grace Kelly - Rainier III, Príncipe de Mônaco |